# Gaston Baty
Jean-Baptiste-Marie-Gaston Baty (Pélussin, 26 maggio 1885 – Pélussin, 13 ottobre 1952) è stato un regista teatrale, commediografo e saggista francese.

## Biografia
Assistente del celebre Firmin Gémier, fondò nel 1922 il teatro d'arte I Compagni della Chimera e dal 1924 al 1928 diresse il Teatro degli Champs Élysées e poi il Théâtre Montparnasse.
La sua opera teatrale più celebre è Dulcinea (1939), tratta dal Don Chisciotte di Miguel de Cervantes y Saavedra.
I suoi rigorosi scritti teorici e la sua attività lavorativa lo fanno considerare uno dei più importanti maestri della regia della prima metà del XX secolo, tipico rappresentante della crisi del realismo fine a sé stesso e della necessità di esprimere il trascendente dal concreto, ossia le verità profonde e universali nascoste nel testo.
Sire le mot, fu il suo programma, intendendo l'assoluta fedeltà alla parola, anche se con l'impiego di risorse tecniche, seguì contemporaneamente la concezione di teatro come "arte multipla", sempre con lo scopo di raggiungere il mistero celato dietro alla realtà.
L'intransigenza tomistica dovuta alla sua educazione domenicana, il rigoroso culturalismo, la scarsa considerazione per il teatro di boulevard, il suo favore per il "teatro totale", il rifiuto ad ogni engagement che non rispecchiasse la fedeltà ai valori dell'arte, gli procurarono la critica di misconoscere la crisi del proprio tempo e di evaderne le responsabilità.